# Now and Zen
Now and Zen četvrti je studijski album britanskog glazbenika i pjevača, Roberta Planta, kojeg 1988. godine objavljuje diskografska kuća Es Paranza.
Album sadrži dvije velike rock and roll uspješnice "Heaven Knows" (#1 šest tjedana) i "Tall Cool One" (#1 četiri tjedna).
Izdavačka kuća Rhino Entertainment 3. travnja 2007. godine objavljuje reizdanje albuma na kojemu se nalaze bonus skladbe

## Popis pjesama
1. "Heaven Knows" (Barratt, Johnstone) – 4:06
2. "Dance on My Own" (Crash, Johnstone, Plant) – 4:30
3. "Tall Cool One" (Johnstone, Plant) – 4:40
4. "The Way I Feel" (Boyle, Johnstone, Plant) – 5:40
5. "Helen of Troy" (Johnstone, Plant) – 5:06
6. "Billy's Revenge" (Johnstone, Plant) – 3:34
7. "Ship of Fools" (Johnstone, Plant) – 5:01
8. "Why" (Crash, Plant) – 4:14
9. "White, Clean and Neat" (Johnstone, Plant) – 5:28
10. "Walking Towards Paradise" (Williams) – 4:40

Bonus skladbe na reizdanju iz 2007.
1. "Billy's Revenge" (live) – 6:00
2. "Ship of Fools" (live) – 10:35
3. "Tall Cool One" (live) – 5:07

## Izvođači
- Robert Plant - Vokal, producent
- Phil Johnstone - Klavijature, producent
- Tim Palmer - Producent
- Jimmy Page - Gitara (na skladbama 1 & 3)
- Doug Boyle - Gitara
- Phil Scragg - Bas gitara
- Chris Blackwell - Bubnjevi, udaraljke
- David Barratt - Programiranje, klavijature
- Marie Pierre - Prateći vokali
- Toni Halliday - Prateći vokali
- Kirsty MacColl - Prateći vokali
- Rob Bozas - Tehničar
- Martin Russell - Tehničar
- Richard Evans - Dizajn

## Top ljestvica
Album - Billboard (Sjeverna Amerika)
| Godina | Ljestvica         | Pozicija |
| ------ | ----------------- | -------- |
| 1988.  | The Billboard 200 | #6       |

Singlovi - Billboard (Sjeverna Amerika)
| Godina | Singl                      | Ljestvica              | Pozicija |
| ------ | -------------------------- | ---------------------- | -------- |
| 1988.  | "Dance on My Own"          | Mainstream Rock Tracks | #10      |
| 1988.  | "Heaven Knows"             | Mainstream Rock Tracks | #1       |
| 1988.  | "Ship of Fools"            | Mainstream Rock Tracks | #3       |
| 1988.  | "Ship of Fools"            | The Billboard Hot 100  | #84      |
| 1988.  | "Tall Cool One"            | Mainstream Rock Tracks | #1       |
| 1988.  | "Tall Cool One"            | The Billboard Hot 100  | #25      |
| 1989.  | "Walking Towards Paradise" | Mainstream Rock Tracks | #39      |

## Vanjske poveznice
- Službene stranice Roberta Planta
- Rockfield studio
- Discogs.com - Recenzija albuma